# Charlotte Brimble
Charlotte Brimble ist eine britische Schauspielerin.

## Leben
Brimble wuchs in London auf. Sie ist Anglo-indischer Abstammung.
2012 hatte sie in einer Episode der Fernsehserie Crime Stories ihren ersten Fernsehauftritt. Es folgten 2013 die zwei Kurzfilme A Performance und Burger. 2015 wirkte sie in einer Episode der Fernsehserie Spotless mit. Im gleichen Jahr hatte sie eine größere Besetzung in dem Film Arthur und Merlin.
Brimble ist auch als Theaterdarstellerin zu sehen. Sie spielte schon auf Bühnen von bekannten Theatern wie dem Theatre Royal oder dem Nottingham Playhouse.

## Filmografie
- 2012: Crime Stories (Fernsehserie, Episode 1x03)
- 2013: A Performance (Kurzfilm)
- 2013: Burger (Kurzfilm)
- 2015: Spotless (Fernsehserie, Episode 1x04)
- 2015: Arthur und Merlin (Arthur and Merlin)

## Theatergrafie (Auswahl)
- She Stoops To Conquer  (Theatre Royal)
- Pygmalion (Oldham Coliseum Theatre)
- Posh (Nottingham Playhouse)
- The Tempest (Coronet Theatre)
- Gaslight (Mill at Sonning)